# Distanță euclidiană
În matematică, distanța euclidiană sau metrica euclidiană este distanța „obișnuită” între două puncte, dată în coordonate carteziene de formula lui Pitagora. Utilizând această formulă ca distanță într-un spațiu euclidian, acest spațiu (ca și orice alt spațiu cu produs scalar) devine spațiu metric. Norma asociată acestui spațiu metric se numește normă euclidiană.

## Definiție
Distanța euclidiană între două puncte P și Q cu vectorii poziție p și q este lungimea segmentului de dreaptă care le unește, ({\displaystyle {\overline {\mathbf {p} \mathbf {q} }}}).
p și q sunt vectori euclidieni, pornind din originea sistemului cartezian al spațiului, și cu vârful indicând cele două puncte. 
În coordonate carteziene, pentru p = (p1, p2,..., pn) și q = (q1, q2,..., qn) vectori poziție într-un spațiu euclidian n-dimensional distanța de la p la q, sau de la q la p este dată de:
{\displaystyle \mathrm {d} (\mathbf {p} ,\mathbf {q} )=\mathrm {d} (\mathbf {q} ,\mathbf {p} )={\sqrt {(q_{1}-p_{1})^{2}+(q_{2}-p_{2})^{2}+\cdots +(q_{n}-p_{n})^{2}}}={\sqrt {\sum _{i=1}^{n}(q_{i}-p_{i})^{2}}}.} (1)
Norma euclidiană a unui vector exprimă lungimea vectorului:
{\displaystyle \|\mathbf {p} \|={\sqrt {p_{1}^{2}+p_{2}^{2}+\cdots +p_{n}^{2}}}={\sqrt {\mathbf {p} \cdot \mathbf {p} }}}
unde ultima ecuație implică produsul scalar.
Un vector poziție poate fi descris ca fiind un segment de dreaptă ce leagă originea spațiului euclidian cu un punct din acel spațiu. Dacă se consideră că lungimea acestui segment este de fapt distanța dintre puncte, devine evident că norma euclidiană a unui vector este doar un caz particular de distanță euclidiană: distanța euclidiană între origine și punct.
Distanța între p și q poate avea direcție (de ex., de la p la q), și deci poate fi și ea reprezentată printr-un vector diferență, dat de expresia
{\displaystyle \mathbf {q} -\mathbf {p} =(q_{1}-p_{1},q_{2}-p_{2},\cdots ,q_{n}-p_{n})}
Într-un spațiu tridimensional (n=3), aceasta este o săgeată de la p la q, care poate fi privită ca fiind poziția lui q relativ la p.
Distanța euclidiană între p și q este doar norma euclidiană a acestui vector-distanță:
{\displaystyle \|\mathbf {q} -\mathbf {p} \|={\sqrt {(\mathbf {q} -\mathbf {p} )\cdot (\mathbf {q} -\mathbf {p} )}}.} (2)
echivalent cu:
{\displaystyle \|\mathbf {q} -\mathbf {p} \|={\sqrt {\|\mathbf {p} \|^{2}+\|\mathbf {q} \|^{2}-2\mathbf {p} \cdot \mathbf {q} }}.}

### Cazul unidimensional
În spațiul unidimensional distanța între două puncte pe dreapta reală este valoarea absolută a diferenței lor. Astfel, dacă x și y sunt două puncte pe dreapta reală, distanța între ele este dată de:
{\displaystyle {\sqrt {(x-y)^{2}}}=|x-y|.}
Într-o singură dimensiune, există o singură metrică omogenă, invariantă la translație (cu alte cuvinte, o distanță indusă de normă), și anume distanța euclidiană. În mai multe dimensiuni, sunt posibile și alte norme.

### Două dimensiuni
În planul euclidian, dacă p = (p1, p2) și q = (q1, q2) atunci distanța este dată de
{\displaystyle \mathrm {d} (\mathbf {p} ,\mathbf {q} )={\sqrt {(p_{1}-q_{1})^{2}+(p_{2}-q_{2})^{2}}}.}
Altfel, rezultă din ecuația 2 (2) că dacă coordonatele polare ale punctului p sunt (r1, θ1) iar cele ale lui q sunt (r2, θ2), atunci distanța este
{\displaystyle \mathrm {d} (\mathbf {p} ,\mathbf {q} )={\sqrt {r_{1}^{2}+r_{2}^{2}-2r_{1}r_{2}\cos(\theta _{1}-\theta _{2})}}.}

### Trei dimensiuni
În spațiul euclidian tridimensional, distanța este
{\displaystyle d(p,q)={\sqrt {(p_{1}-q_{1})^{2}+(p_{2}-q_{2})^{2}+(p_{3}-q_{3})^{2}}}.}

### În N dimensiuni
În general, pentru un spațiu cu N dimensiuni, distanța este:
{\displaystyle d(p,q)={\sqrt {(p_{1}-q_{1})^{2}+(p_{2}-q_{2})^{2}+...+(p_{i}-q_{i})^{2}+...+(p_{n}-q_{n})^{2}}}.}

## Distanța euclidiană la pătrat
Distanța euclidiană standard se poate ridica la pătrat pentru a da pondere mai mare obiectelor aflate la distanță mai mare. În acest caz, ecuația de definiție a distanței devine
{\displaystyle d(p,q)=(p_{1}-q_{1})^{2}+(p_{2}-q_{2})^{2}+...+(p_{i}-q_{i})^{2}+...+(p_{n}-q_{n})^{2}.}
Aceasta nu este o metrică, deoarece nu satisface inegalitatea triunghiului, dar este utilizată adesea în probleme de optimizare în care distanțele trebuie doar comparate, valorile lor numerice nefiind importante.